# پاندرز اند
2 = 300pxپاندرز اند3 = thumb
پاندرز اندlatitudeپاندرز اندlongitudeپاندرز اند

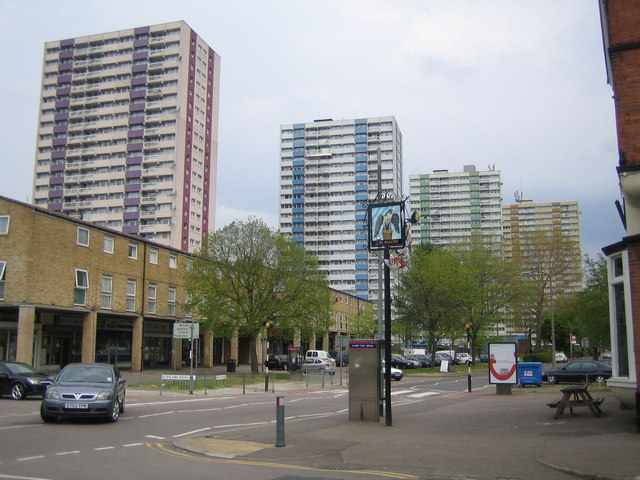
تاوربلاکز در آلما رود واقع در پاندرز اند

پاندرز اند محله‌ای از ناحیه انفیلد است که در شمال لندن در منطقه‌ای که به لی ولی موسوم است، واقع شده‌است.